# Chico Hamilton
Foreststorn 'Chico' Hamilton (Los Angeles, 21 september 1921 - New York, 25 november 2013) was een Amerikaanse drummer en componist.

## Carrière
Chico Hamilton was de oudere broer van de acteur Bernie Hamilton. Hij beleefde als jeugdige de hoogtijdagen van Hollywood en vormde met schoolvrienden als Dexter Gordon en Charles Mingus al een jazzcombo, waarin hij klarinet speelde. Later ging hij drums spelen en op 17-jarige leeftijd een concert bij Duke Ellington. Er volgden opnamen met Slim Gaillard en een tournee met Lionel Hampton. Reeds in 1941 was hij te zien in de speelfilm You'll Never Get Rich als deel van de band van Fred Astaire. Op 21-jarige leeftijd trad hij op met Ella Fitzgerald en Lester Young. Later werd hij clubdrummer in Billy Berg's, een bekend jazztrefpunt in Los Angeles. Veel van de bekende jazzgrootheden speelden daar, waaronder Miles Davis, Charlie Parker en Dizzy Gillespie en Hamilton kreeg de gelegenheid om met hen op te treden. Na het vervullen van zijn militaire dienstplicht, waar hij werd onderricht door Jo Jones, speelde hij in augustus 1946 in de band van de saxofonist Lester Young (The Complete Aladdin Recordings) en daarna bij Count Basie. Vanaf 1948 begeleidde hij Lena Horne.
In 1952 richtte Hamilton samen met Gerry Mulligan en Chet Baker het zonder piano spelende Mulligan-Baker-kwartet op, dat model stond voor de ontwikkeling van de jazzmuziek en Hamilton bekendheid gaf in het gehele land. Het succes van het kwartet zorgde ervoor dat Hamilton een aanbod kreeg voor een opname onder zijn eigen naam, die hij opnam met Howard Roberts en George Duvivier. Met de combinatie gitaar-bas-drums, die voorheen nog niet bestond, bereikte hij wederom een succes bij het publiek, ook door de integratie van een cello in zijn met third stream gekenmerkt kwintet sinds het midden van de jaren 1950. Dit kwintet, dat doorbrak tijdens het Newport Jazz Festival in 1956, was met verschillende bezettingen (achtereenvolgens met de houtblazers Buddy Collette, Paul Horn, Eric Dolphy en Charles Lloyd, met cellisten als Fred Katz en Nathan Gershman en gitaristen als Jim Hall en Dennis Budimir) tot 1966 zeer succesvol. Bij het publiek telde hij als typerend voor de West Coast Jazz. Aansluitend werkte hij als componist voor reclame- en filmmuziek. Sinds ongeveer 1987 trad hij met zijn band Euphoria op.
Hij schreef filmmuziek voor de Amerikaanse Gerald-McBoing-Boing-serie tijdens de jaren 1950. Tijdens het midden van de jaren 1960 componeerde hij de muziek voor Roman Polański's klassieker Ekel, later voor films als Die Sonnengöttin (1993) en Liebe auf den ersten Blick (1991) van Rudolf Thome. In 2004 kreeg hij de NEA Jazz Masters Fellowship. Voor TOPPYJAZZ, het jazzprogramma van Radio Westerwolde maakte Chico Hamilton verschillende radio jingles, die nog steeds regelmatig worden uitgezonden.

## Overlijden
Chico Hamilton overleed in november 2013 op 92-jarige leeftijd.

## Discografie
- 1956: The Buddy Collette - Chico Hamilton Sextet: Tanganjika (Dig Records)
- 1956: The Essential Billie Holiday – Carnegie Hall Concert (Verve Records)
- 1958: With Strings Attached/The Three Faces of Chico (Warners)
- 1958: Gongs East (Discovery Records)
- 1962: Passin' Thru (Impulse! Records)
- 1962: Man from Two Worlds (Impulse! Records)
- 1965: El Chico (Impulse! Records)
- 1966: The Dealer (Impulse! Records)
- 1989: Reunion (Soul Note Records)
- 1990: Arroyo (Soul Note Records)
- 1992: My Panamanian Friend (Soul Note Records)
- 2001: Forestorm (Koch)
- 2009: Twelve Tones of Love (Joyous Shout!)

- Biblioteca Nacional de España: XX854174
- Bibliothèque nationale de France: cb13894923x (data)
- Catàleg d'autoritats de noms i títols de Catalunya: 981058508072806706
- Gemeinsame Normdatei: 134579860
- International Standard Name Identifier: 0000 0000 8401 5816
- Library of Congress Control Number: no91023118
- MusicBrainz: 699067a0-ae8c-45fc-82c1-6227d91f9bb4
- Nationale Bibliotheek van Tsjechië: xx0120979
- Nationale Bibliotheek van Israël: 987009837843105171
- Istituto Centrale per il Catalogo Unico: UBOV525696
- LIBRIS: 307160
- SNAC: w6zg7t6m
- Système universitaire de documentation: 058665757
- Virtual International Authority File: 94212213
- WorldCat: E39PBJmHM8g8DKwxbVTWWBPxXd